# Абдурахман ибн Умар
Абдурахман-хан — правитель Гази-Кумуха, сын Умар-бека, брата Аслан-хана. Был смещён генералом Аргутинским.

## Правление
В 1841 году правителем Гази-Кумуха был избран Абдурахман-бек. Абдурахман-хан женился на дочери Нуцал Ага-хана, Шамай-бике.
А. В. Комаров писал: «С начала 1842 года до корпусного командира стали доходить сведения, что многие из членов казикумухской ханской фамилии, в особенности сыновья Таир-бека, постоянно ведут переговоры с Шамилем, чрез Гаджи-Ягью, и выжидают случая прибегнуть к его помощи. Слухи об этом постоянно подтверждались, и потому генерал Головин решился удалить от всякого участия в управлении Казикумухским ханством Махмуд-бека, назначив управляющим Абдул-Рахман-бека». 
В мемуарах-воспоминаниях поляка Матеуша Гралевского, который за участие в антироссийской деятельности был сослан на Кавказ и провел 12 лет в Дагестане есть описание правления и положение лакского народа в годы правление Абдуррахман-хана
«Кази-Кумухцы, находящиеся на вершине независимого Дагестана и подвергавшиеся из-за этого постоянным боям, выглядели очень воинственно. Русские испытывали к ним снисходительность и по-особому относились к ним. Кумухцу можно было даже безнаказанно нанести вред офицеру. Якобы для примирения русский протекторат позволял унижать своих подчиненных и оскорблять их достоинство. Если кто-то из офицеров начинал ссориться с кумухцами, его сразу же переводили в другой регион Кавказа или увольняли со службы. В общем, здесь была абсолютна другая русская политика, отличная от той на побережье, где обида даже солдата могла быть поводом ссылки смельчака в Сибирь.
Во внутренние дела ханства русские власти вообще не вмешивались и установили только налог, как знак подданства, который и так никогда не взимали. Его всегда приписывали к задолженностям, которые затем царь аннулировал во время дворцовых торжеств. Правителем ханства был избран Абдур-Рахман-хан, сын  Омара и племянник ханбутая Аслан-хана считавшийся сторонником России. Ему постоянно присваивали военные звания, ордена и одаривали деньгами.  Его младший брат Агалар-бек, и молоденький сын Аслан-хан, ханский наследник по праву, так же пользовались особой привилегией у России. Кроме них, многим жителям Кумуха русские явно или скрыто платили за разные совершенные заслуги или авансом за будущие. Тем не менее общее настроение народа благоприятствовало мюридам и соединялось с духом Мирзы Джамалудина»
В 1847 году Абдурахман-хан по некоторым сведениям заподозренный в симпатиях к восставшим горцам был приглашен в Тифлис якобы для переговоров, где был арестован. Сначала его хотели поселить в Грузии но он умер. Новым ханом был избран его родной брат — Агалар-бек.